# Лондонська школа бізнесу та фінансів
51°31′04″ пн. ш. 0°06′39″ зх. д. / 51.5179° пн. ш. 0.1108° зх. д.
Лондонська школа бізнесу та фінансів (неофіційно LSBF) — приватна бізнес-школа у Сполученому Королівстві. Вона належить корпоративній групі комерційної освіти Global University Systems. LSBF була заснована в 2003 році підприємцем Аароном Етінгеном. До 2015 року вона стала одним із найбільших приватних коледжів Англії.
Школа має свою головну базу в Лондоні з локаціями в Тауер-Хіллі та Холборні. Вона також має філію в Сінгапурі. LSBF пропонує магістерські програми з менеджменту, фінансів та маркетингу; короткі курси для керівників та корпорацій; та підготовку до іспитів ACCA та AAT. LSBF не має власних повноважень щодо присудження ступенів. Усі ступені присуджують зовнішні установи.

## Історія

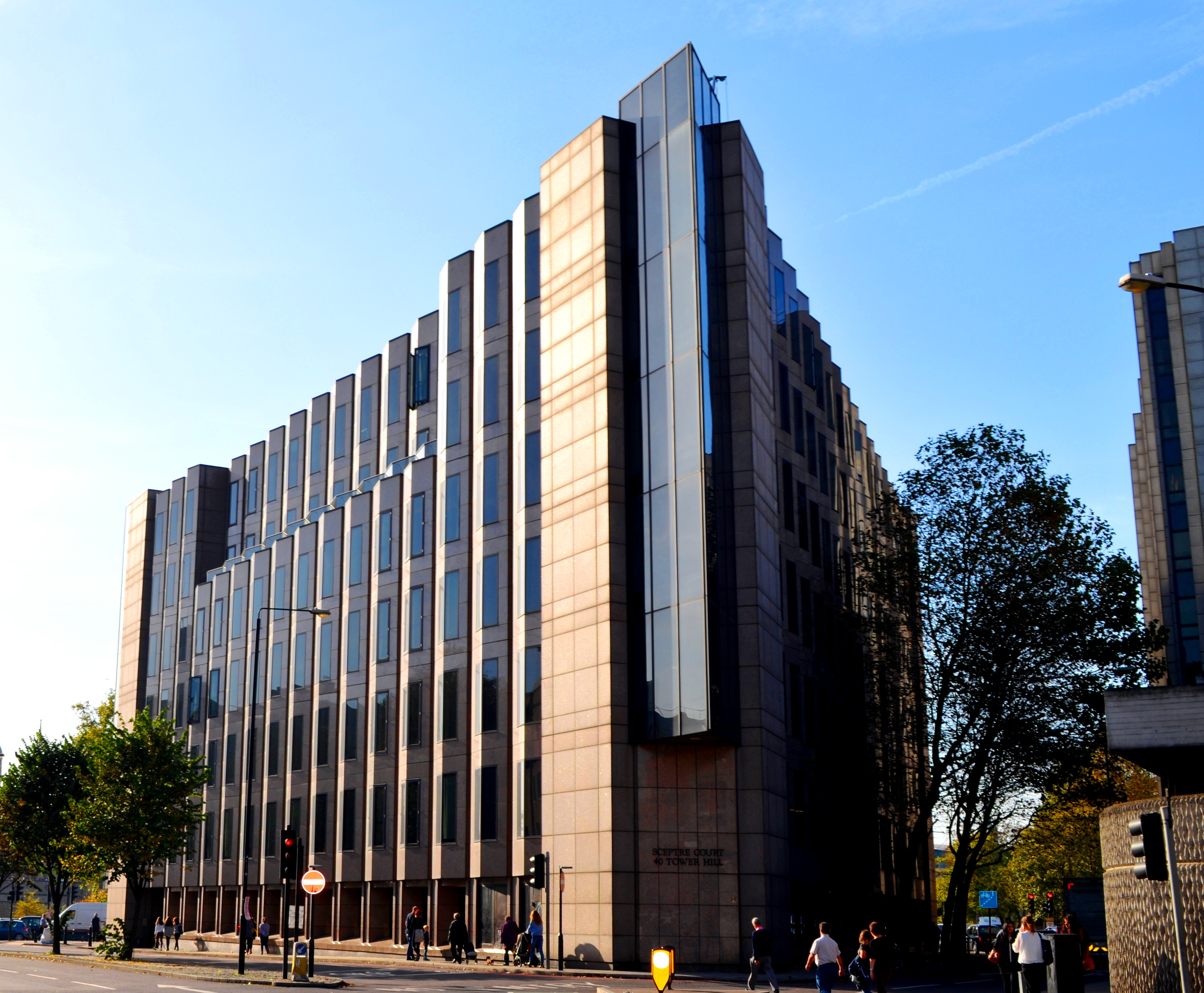
Кампус LSBF Scepter Court в Тауер-Хілл, Лондон

Лондонська школа бізнесу та фінансів була заснована в 2003 році британським підприємцем Аароном Етінгеном (також відомим як Аркадій Етінген). Він народився в Росії, виріс в Ізраїлі, а у 18 років переїхав до Великої Британії, щоб вивчати бізнес і фінанси. Згідно з інтерв’ю з Етінгеном 2010-го року в City AM і New York Times, LSBF розпочалася на горищі на Гайд-парк-Корнер з «двох кімнат та чотирьох студентів», які проходили курси бухгалтерського обліку. З роками школа поступово розширювала портфоліо програм. До 2010 року вона заснувала ще дві філії у Великій Британії в Бірмінгемі та Манчестері та пропонувала програми MBA та магістра в галузі фінансів та маркетингу, а також магістра з міжнародного бізнесу (усі відзначені та підтверджені зовнішніми установами), а також професійну підготовку керівників та професійну підготовку з сильним акцентом на фінансах.
У березні 2010 року LSBF запустила програму MBA (на той час була підтверджена і відзначена Уельським університетом), яку можна було завершити всього за вісім вихідних за допомогою восьми інтенсивних основних модулів, які надаються в кампусі та онлайн. У жовтні того ж року LSBF також запустила «Global MBA» у Facebook, у де вісім інтенсивних модулів були розбиті на менші блоки. Студенти могли проходити модулі безплатно, сплачуючи лише за умови складання іспитів. У 2011 році LSBF заснувала інші британські установи (загалом знані як LSBF Group), і того ж року відкрила філії в Торонто та Сінгапурі. У квітні 2013 року Міністерство підготовки, коледжів та університетів Онтаріо видало заборону на філію в Торонто, наказавши припинити навчання та припинити стягувати плату та рекламувати низку професійних програм, включаючи вищі національні дипломи. Прессекретар LSBF Canada, який в той час (жовтень 2013 р.) боровся з рішенням у канадських судах, назвав заборонний наказ «несправедливим» і сказав, що установа «завжди діяла законно в Онтаріо». Станом на 2016 рік колишній офіційний вебсайт філії в Торонто (lsbf.ca) мав назву «Академія інноваційних навичок» і був позначений як «на стадії розробки». Станом на 2018 рік домен lsbf.ca переспрямовується до школи менеджменту Торонто, кар’єрного коледжу, заснованого в 2017 році власниками LSBF, Global University Systems.
За даними The Guardian, після ринкових реформ вищої освіти, запроваджених міністром вищої освіти Великої Британії Девідом Віллетсом у 2011 році, LSBF та її дочірні компанії швидко розширилися. Коледж Святого Патріка в Лондоні також називав себе «членом LSBF Group» у 2012 році після того, як його купила компанія Етінгена Interactive World Wide Limited. Разом LSBF і St Patrick's зросли з 50 студентів, які фінансуються державою в 2011 році, до приблизно 6000 протягом наступних двох років. 2013 року LSBF і St Patrick's спільно зібрали 13,5 мільйонів фунтів стерлінгів за навчання, а їхні студенти отримали загальну суму 49 мільйонів фунтів стерлінгів у вигляді державних позик і грантів. У квітні 2013 року LSBF була однією із 116 компаній у Великій Британії, які здобули нагороду Королеви за підприємництво за досягнення в міжнародній торгівлі.
Протягом багатьох років дипломи LSBF присуджувалися та підтверджувалися низкою британських та європейських університетів. Однак до 2014 року вона втратила усіх своїх партнерів із британських університетів, які підтверджують ступінь, залишився лише європейський Università telematica internazionale Uninettuno та Вища школа бізнесу Гренобля. У травні 2014 року The Guardian повідомила про твердження викладача LSBF про те, що навчальний заклад «організований хаотично, йому бракує базових навчальних ресурсів і супроводжує студентів, які підривають навчання, щоб підтримувати надходження доходу, який вони отримують». У червні 2014 року міністерство внутрішніх справ Великої Британії призупинило дію ліцензії LSBF Tier 4 на спонсорство студентів, які не є членами Європейського Союзу, для отримання навчальних або робочих віз через «численні, ширші недоліки» щодо спонсорських обов’язків LSBF, звинувачення, які LSBF спростував. Ліцензію відновлено після перегляду через кілька місяців, але знову призупинено у вересні 2015 року. У січні 2016 року Міністерство внутрішніх справ Великої Британії офіційно скасувало дозвіл LSBF на набір студентів, які не є членами ЄС. У результаті 350 студентам сказали, що вони повинні залишити Велику Британію до кінця березня 2016 року. У коледжі повідомили, що студенти зможуть закінчити свої курси, вивчаючи стислий курс, або переходячи до афілійованих установ у Франції чи Іспанії.

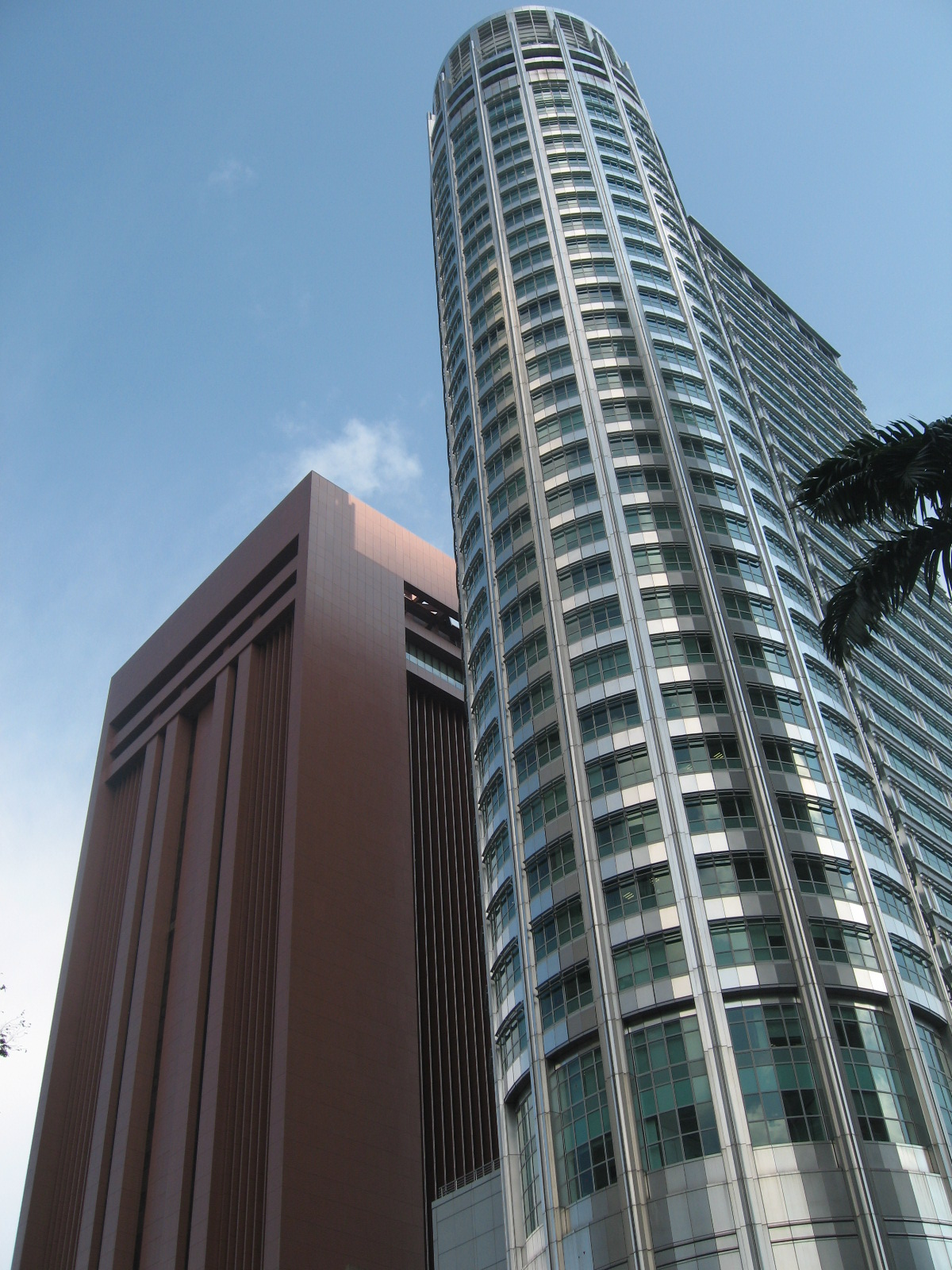
Springleaf Tower (праворуч), місце головного кампусу LSBF Сінгапуру

Материнська компанія LSBF Global University Systems придбала Лондонський юридичний університет у червні 2015 року, а через кілька місяців оголосила про плани дворічного процесу реструктуризації LSBF Group, який розпочнеться в середині 2016 року. За словами Джона Кокса, директора з організаційного розвитку GUS, план передбачає вхід LSBF під нову професійну структуру, яка пропонує лише дипломні курси, короткі курси та продукти для корпоративного навчання. Професійні курси, що проводяться в коледжі Святого Патріка, і в Бірмінгемі, фінансовому бізнесі (також належить GUS), також підпадають під цей підрозділ. Юридичний університет стане єдиним постачальником академічної кваліфікації та професійної кваліфікації, включаючи ступені магістра, які раніше надавалися LSBF Group. Однак станом на 2019 рік LSBF все ще пропонував ступені магістра, видані Міжнародним телематичним університетом та Женевською школою бізнесу. Не було жодних програм, наданих чи підтверджених Юридичним університетом.

## Кампуси та локації
LSBF базується в центрі Лондона, а офіси в Тауер-Хіллі та Холборні. Головний офіс і головний кампус знаходяться в Scepter Court в Тауер-Хіллі. Школа також має міжнародний філіал у Сінгапурі. Головний кампус і штаб-квартира LSBF Singapore розташовані в будівлі GB в центральному діловому районі Сінгапуру, а інші класні кімнати знаходяться на сусідній вулиці Сесіл.

## Організація та адміністрування

### Право власності
LSBF та установи групи LSBF належать Global University Systems (GUS), приватній компанії з обмеженою відповідальністю, зареєстрованій в Нідерландах. GUS також володіє коледжем Святого Патріка в Лондоні, Університетом Канади West, GISMA Business School в Німеччині та Лондонським університетом права, а також компанією з електронного навчання InterActive Pro та кількома іншими освітніми брендами.

### Управління
Мауріц ван Ройєн був призначений генеральним директором і ректором LSBF у 2012 році. Він також є головним науковим директором Global University Systems. 2017 року Ратакрішнан Говінд був призначений глобальним генеральним директором LSBF, а Мауріц ван Ройєн залишився ректором LSBF.
Покровителем LSBF є принц Майкл Кентський.

## Науковці

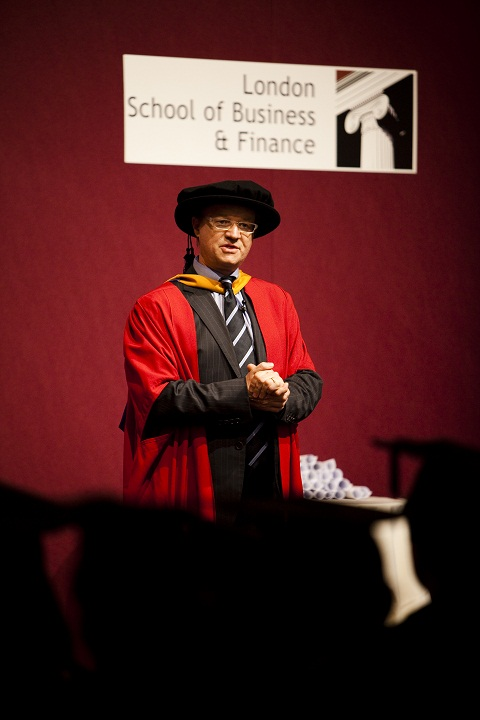
Колишній проректор Джеймс Кіркбрайд на літній церемонії вручення дипломів 2011 року

### Програми
LSBF не має повноважень щодо присудження ступенів чи дипломів у Великій Британії. Усі програми ступеневого рівня, що пропонуються в кампусах Лондона, перевіряються та присуджуються зовнішніми установами. Станом на 2018 рік школа пропонує курси з низки предметів бізнесу та фінансів, включаючи кілька дипломів MBA, що підтверджені і присвоюються Міжнародним телематичним університетом UniNettuno. Вона також пропонує курси для керівництва та корпоративного навчання та підготовку до іспитів ACCA та AAT. Курси проводяться в різноманітних режимах повної та неповної зайнятості, змішаних та онлайн. Її онлайн-програми надаються через платформу електронного навчання, якою керує InterActive Pro, ще одна дочірня компанія Global University Systems. З листопада 2016 року LSBF була акредитований Британською радою з акредитації як постачальник коротких курсів у сфері освіти для керівників. Після анулювання ліцензії на отримання візи урядом Великої Британії в січні 2016 року, вона не може пропонувати довгострокові курси або роботу для студентів, які не є членами Європейського Союзу.
Сінгапурська філія зареєстрована в Комітеті уряду Сінгапуру з питань приватної освіти та пропонує власні дипломи в різних сферах бізнесу та фінансів, а також кілька ступенів бакалавра та аспірантури, які надаються та підтверджуються зовнішніми установами, серед яких Університет Гринвіча та Університет Конкордія Чикаго. Центр мультикультурних досліджень «Один пояс, один шлях», який відкрився в LSBF Singapore у 2017 році, пропонує додаткові ступені бакалавра з китайської мови та літератури та китайських бізнес-досліджень, які надаються та присуджуються Закордонним освітнім коледжем Сяменського університету. Як і її лондонський аналог, LSBF Singapore також пропонує мовні курси та курси освіти керівників, а також підготовку до іспитів ACCA.

### Оцінки QAA
LSBF та пов’язаний з нею відділ фінансового та бізнес-навчання пройшли розслідування та наступні перевірки в 2012 році Агентством вищої освіти Великої Британії (QAA) на тлі занепокоєння щодо набору студентів та показників завершення програм, які на той час були підтверджені Університетом Уельсу. Початкове розслідування дало низку рекомендацій щодо покращення, включаючи те, що LSBF розробить та подасть план дій для розв'язання виявлених проблем.
Остання оцінка LSBF QAA відбулася в березні 2015 року і дійшла висновку, що:
- Підтримка академічних стандартів відзнак, що пропонуються від імені зовнішніх органів, що присуджують дипломи, та інших організацій, що присуджують нагороди, відповідала очікуванням Великої Британії
- Якість можливостей навчання студентів не відповідала очікуванням Великої Британії щодо надання вищого національного, але відповідала очікуванням Великої Британії щодо всіх інших послуг
- Розширення можливостей навчання студентів не відповідало очікуванням Великої Британії.
- Якість інформації про можливості навчання вимагала покращення, щоб відповідати очікуванням Великої Британії.

У жовтні 2017 року оцінку QAA оновили: якість інформації про її надання та розширення можливостей навчання студентів змінено на «відповідає очікуванням Великої Британії».
Школа більше не перевіряється QAA, оскільки вона більше не пропонує ступенів чи програм вищої освіти, підтверджених установами Великої Британії.

## Екстернальні лекції
Колишній міністр внутрішніх справ та міністр освіти Великої Британії Девід Бланкетт брав інтерв’ю з такими бізнесменами та політичними лідерами, як Річард Бренсон, Дебора Міден, сер Джон Мейджор та Тоні Блер, для відеосерії LSBF «Great Minds», яка розпочалася у 2011 році. Бланкетт також був викладачем LSBF за сумісництвом. У грудні 2011 року принц Майкл Кентський очолив інавгураційну «LSBF HRH Prince Michael of Kent Business Lecture», організовану у партнерстві з Королівським товариством мистецтв. Гостем був колишній генеральний директор CBI та колишній державний міністр торгівлі та інвестицій лорд Дігбі Джонс.

## Дивись також
- Список бізнес-шкіл Європи